# Premi Una Vida de Cine
El Premi Una Vida de Cinema va ser un guardó que va crear el Festival Internacional de Cinema d'Osca en 1989. Va ser el primer premi honorífic que va crear i distingia a professionals de diferents professions cinematogràfiques sense distinció de nacionalitat per una llarga i prestigiosa trajectòria professional. En 1998 va ser concedit per última vegada, coincidint amb la creació del Premi Luis Buñuel, de característiques similars i que en una certa forma va venir a substituir-lo.

## Llistat de premiats
| Any  | Premiat                         | Professió                                 |
| ---- | ------------------------------- | ----------------------------------------- |
| 1989 | Julio Alejandro Fernando Colomo | Guionista Director, guionista y productor |
| 1990 | Jaime de Armiñán                | Director i guionista                      |
| 1991 | Andrzej Wajda                   | Director                                  |
| 1992 | Fernando Rey                    | Actor                                     |
| 1993 | Concha Velasco                  | Actriu i cantant                          |
| 1994 | Tomás Gutiérrez Alea            | Director i guionista                      |
| 1995 | Francisco Rabal                 | Actor, director i guionista               |
| 1997 | Nelson Pereira dos Santos       | Director, guionista, productor i actor    |
| 1998 | María Rojo                      | Actriu                                    |